# Шкибская волость
Шкибская волость (латыш. Šķibes pagasts) — бывшая территориальная единица в северной части Елгавского уезда Латвии. Находилась на юго-западе республики, в историческом регионе Земгале. Администрация волости до 1949 года была расположена в селе Шкибе. В 1940 году граничила с Добельской, Берзской, Ливберзской, Глудской, Залениекской и Аурской волостями своего уезда.

## История
2 ноября 1945 года на территории волости были образованы Ауструмский и Шкибский сельские советы. После упразднения Шкибской волости 31 декабря 1949 года, они были включены в состав Добельского района.
В наши дни территория бывшей Шкибской волости поделена между Берзской и Кримунской волостями Добельского края и Глудской волостью Елгавского края.

## Известные люди
- Август Деглавс (1862—1922) — латвийский писатель, автор исторического романа «Рига».
- Освальдс Тилманис (1900—1980) — латвийский и советский архитектор. Заслуженный деятель искусств Латвийской ССР (1955). Главный архитектор Риги с 1934 по 1950 и с 1956 по 1958 год. Председатель правления Союза архитекторов Латвийской ССР (1959—1965).
- Улдис Лейнертс (1936—1969) — латышский поэт и переводчик.